# Fulvio Galimi
Fulvio Galimi (Buenos Aires, 11 gennaio 1927 – 3 giugno 2016) è stato uno schermidore argentino.

## Biografia
Ha partecipato ai Giochi della XIV Olimpiade di Londra nel 1948 ed ai Giochi della XV Olimpiade di Helsinki nel 1952.
Era figlio del maestro di scherma Felice Galimi, italiano emigrato in Argentina, e fratello dello schermidore Félix Galimi.

## Palmarès
In carriera ha conseguito i seguenti risultati:
- Giochi panamericani:

Buenos Aires 1951: argento nel fioretto a squadre.
Città del Messico 1955: oro nel fioretto a squadre e bronzo individuale.